# Leonid Kucima
Leonid Danilovici Kucima (ucraineană: Леонід Данилович Кýчма, n. 9 august 1938) a fost al doilea președinte al Ucrainei din 19 iulie 1994 până în 23 ianuarie 2005. De profesie este inginer și a lucrat în industria constructoare de rachete.
Kucima s-a născut la Ceaikine, un sat din provincia ucraineană Cernihiv. Tatăl său a murit pe câmpul de luptă în timpul celui de Al Doilea Război Mondial în anul 1944. Kucima a absolvit Universitatea de stat din Dniepropetrovsk având o diplomă în inginerie aero spațială.
Începând cu anul 1990 până în 1992 Kucima a fost membru al parlamentului Ucrainei, și a devenit Prim Ministru al Ucrainei în 1992. Inițial membru al Partidului Comunist Ucrainean și a celui Sovietic, inclusiv membru al Comitetului Central al P.C.U.S., din 1994 a devenit fără de partid, candidând pe liste independente și ulterior interregionale.
În ultimii 5 ani din președinția sa a fost acuzat de implicare în asasinarea ziaristului georgian-ucrainean Georghi R. Gongadze.
În septembrie 2000 jurnalistul Georghi R. Gongadze a dispărut, iar corpul său decapitat a fost găsit în data de 3 noiembrie 2000. Pe 28 noiembrie, politicianul socialist Oleksandr Moroz, care făcea parte din opoziție, a dat publicității o casetă ce dovedea implicarea președintelui în uciderea ziaristului. În 2005 procurorul general al Ucrainei a declanșat ancheta împotriva președintelui cu privire la acest caz. Președintele Kucima a acceptat să i se acorde imunitate, dar în schimb a trebuit să părăsească fotoliul prezidențial.